# John Nevil Maskelyne

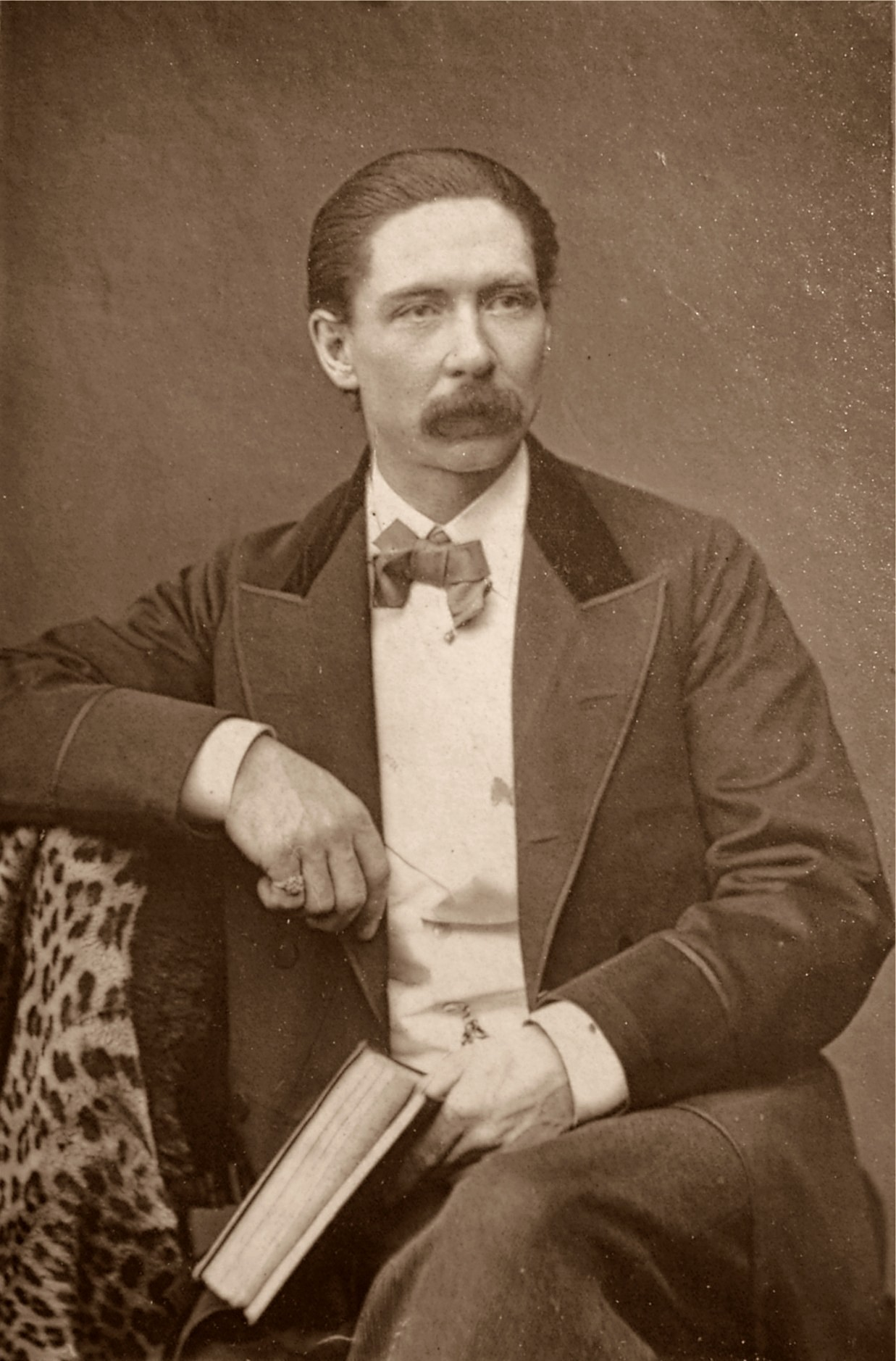
John Nevil Maskelyne

John Nevil Maskelyne (* 22. Dezember 1839 in Cheltenham; † 18. Mai 1917 in London) war ein britischer Bühnenzauberer und Erfinder. 
Sein Sohn Nevil Maskelyne (1863–1924) und sein Enkel Jasper Maskelyne (1902–1973) waren später ebenfalls als Bühnenzauberer tätig.

## Zauberkünstler
J. N. Maskelyne absolvierte zunächst eine Ausbildung als Uhrmacher. Im Jahre 1865 wurde der damals sechsundzwanzigjährige Maskelyne zusammen mit George Alfred Cooke (1843–1926; Möbeltischler) bekannt, als sie die Gebrüder Davenport, die sich als „spirituelle Medien“ darstellten, als Betrüger entlarvten. 1873 gründeten die beiden als Maskelyne & Cooke ein eigenes Theater in der Egyptian Hall in London. Aufgrund des dauerhaft bespielbaren Theaters nutzte Maskelyne als erster die Kapazitäten der Bühne und erfand das Genre Großillusion, indem er Menschen in Kisten verschwinden ließ. So ließ Maskelyne als erster einen Menschen durch einen Reifen schweben. Das Geheimnis wurde von Harry Kellar ausspioniert. Die Maskelyns inszenierten ihre Shows oft im Stil von Theaterstücken. Das Duo setzte zu dieser Zeit neue Maßstäbe in der Illusionskunst und beeinflusste viele spätere Bühnenzauberer, unter ihnen David Devant und der spätere Filmpionier Georges Méliès.
Als einer der ersten Menschen überhaupt wurde Maskelyne 1896 gefilmt, wobei er jedoch nicht zauberte, sondern lediglich jonglierte.
Als Cooke 1904 starb, übernahm David Devant (1868–1941) dessen Rolle. Dieser trat auch zusammen mit John Maskelynes Enkel Jasper Maskelyne als „zufälligem Jungen aus dem Publikum“ auf und schrieb mit Johns Sohn Nevil das Buch Our magic. Das Duo Maskelyne & Devant war sehr erfolgreich, bis sich Devant im Jahre 1914 zurückzog; danach arbeitete John zusammen mit seinem Sohn Nevil weiter. Im Jahre 1917 starb John Nevil Maskelyne in London.
Maskelyne hat heute einen Platz in der Hall of Fame der Society of American Magicians.

## Antispiritist
Maskelyne und Cooke verstanden sich als Royal Illusionists and Anti-Spiritualists und machten Spiritistentricks wie die der Davenport Brothers öffentlich. Maskelyne bezweifelte in der Presse nachhaltig die Berichte über den sagenhaften indischen Seiltrick, scheiterte allerdings daran, die Effekte des schwebenden Spiritisten Daniel Dunglas Home zu erklären. Auch als Autor eines Enthüllungsbuches über die Tricks von Falschspielern (Sharps and Flats) machte er sich einen Namen.

## Erfindungen für den Alltag
Neben seiner Bühnentätigkeit war John Nevil Maskelyne auch als Erfinder aktiv. Seine bedeutendste Erfindung ist die erste in England fabrizierte Schreibmaschine, die im Jahr 1889 von der Maskelyne British Typewriter & Manufacturing Co. Ltd. of London hergestellt wurde. Ihre Besonderheit war, dass die Buchstaben ähnlich wie im Buchdruck und anders als bei den meisten Schreibmaschinen, unterschiedlich breit waren. Darüber hinaus hielt J. N. Maskelyne etwa 40 weitere Patente, u. a. im Bereich von Telegraphie und Bahnsignalen. Maskelyne erfand außerdem das münzgesteuerte Toilettenschloss.